# Chromosom 4
Chromosom 4 – jeden z 23 parzystych ludzkich chromosomów. DNA tworzące chromosom 4 liczy ponad 186 milionów par zasad, co stanowi 6-6,5% materiału genetycznego człowieka. Liczbę genów mających swoje loci na chromosomie 4 szacuje się na 700–1100.

## Geny
Niektóre geny mające swoje locus na chromosomie 4:
- AMBN
- ANK2
- CXCL1
- CXCL2
- CXCL3
- CXCL4
- CXCL5
- CXCL6
- CXCL7
- CXCL8
- CXCL9
- CXCL10
- CXCL11
- CXCL13
- DSPP
- ENAM
- EVC
- MLT3
- EVC2
- FGFR3
- FGFRL1
- HD
- MMAA
- PKD2
- PHOX2B
- QDPR
- SNCA
- UCHL1
- WFS1
- FGF2
- KDR.

## Aberracje chromosomalne
Zespół Wolfa-Hirschhorna spowodowany jest mikrodelecją terminalnego fragmentu krótkiego ramienia jednego z pary chromosomów 4. Kariotyp pacjentów z tą aberracją chromosomalną zapisuje się 46,XY,del(4)(p16.3) u płci męskiej i 46,XX,del(4)(p16.3) u płci żeńskiej. Oprócz delecji terminalnej, u pacjentów z fenotypem zespołu Wolfa-Hirschhorna stwierdza się również występowanie translokacji, delecji interstycjalnej ramienia krótkiego, oraz chromosomu pierścieniowego.

## Choroby genetyczne
Niektóre z chorób związanych z mutacjami w obrębie chromosomu 4:
- achondroplazja
- dentinogenesis imperfecta
- amelogenesis imperfecta
- rak pęcherza moczowego
- przewlekła białaczka limfatyczna
- hemofilia C
- choroba Huntingtona
- zespół hemolityczno-mocznicowy
- hipochondroplazja
- kwasica metylomalonowa
- klątwa Ondyny
- zespół Muenkego
- choroba Parkinsona
- wielotorbielowatość nerek
- zespół Romano-Warda
- SADDAN
- niedobór tetrahydrobiopteryny
- dysplazja tanatoforyczna
- zespół Hioba
- zespół Ellisa-van Crevelda
- włókniakowatość hialinowa młodzieńcza